# Distretto urbano di Mbeya
Il distretto urbano di Mbeya è un distretto della Tanzania situato nella regione di Mbeya. È suddiviso in 36 circoscrizioni (wards) e conta una popolazione di 385 479 abitanti (censimento 2012).
Elenco delle circoscrizioni: 
- Forest
- Ghana
- Iduda
- Iganjo
- Iganzo
- Igawilo
- Ilemi
- Ilomba
- Isanga
- Isyesye
- Itagano
- Itende
- Itezi
- Itiji
- Iwambi
- Iyela
- Iyunga
- Iziwa
- Kalobe
- Maanga
- Mabatini
- Maendeleo
- Majengo
- Mbalizi Road
- Mwakibete
- Mwansekwa
- Mwasanga
- Nonde
- Nsalaga
- Nsoho
- Nzovwe
- Ruanda
- Sinde
- Sisimba
- Tembela
- Uyole